# Departe de Africa (film)
Departe de Africa  (titlu original: Out of Africa) este un film american epic dramatic din 1985 produs și regizat de Sydney Pollack. Rolurile principale au fost interpretate de actorii Robert Redford și Meryl Streep. A câștigat Premiul Oscar pentru cel mai bun film. Filmul este vag bazat pe cartea autobiografică Out of Africa scrisă de Isak Dinesen (pseudonimul autorului danez Karen Blixen), care a fost publicată în 1937, cu materiale suplimentare din cartea lui Dinesen Shadows on the Grass și alte surse.

## Distribuție
- Robert Redford - Denys Finch Hatton
- Meryl Streep - Baroness Karen von Blixen (née Dinesen)
- Klaus Maria Brandauer - Baron Bror von Blixen & Baron Hans von Blixen
- Michael Kitchen - Berkeley Cole
- Shane Rimmer - Belknap
- Malick Bowens - Farah Aden
- Joseph Thiaka - Kamante
- Stephen Kinyanjui - Chief Kinanjui
- Michael Gough - Hugh Cholmondeley, Lord Delamere
- Suzanna Hamilton - Felicity Spurway
- Rachel Kempson - Sarah, Lady Belfield
- Graham Crowden - Henry, Lord Belfield
- Benny Young - Minister
- Leslie Phillips - Sir Joseph Aloysius Byrne
- Annabel Maule - Lady Byrne
- Iman - Mariammo